# Jacques de Le Coq
Jacques de Le Coq (1676-1766) – saski dyplomata, francuskiego pochodzenia.
Pochodził ze starej francuskiej rodziny szlacheckiej (Hugenotów), w XVIII wieku kilku członków jego rodziny służyło w armii saskiej. Przynajmniej od lat 1711–1715 był sekretarzem w Tajnym Gabinecie, następnie (1713–1714) był dyplomatą niższej rangi w Berlinie (podczas  nieobecności ambasadora). W 1716 r. radca dworu i  urzędnik ds. cudzoziemskich. W latach 1718-1728 był posłem w Wielkiej Brytanii. W latach 1728–1729 uczestniczył w Kongresie w Soisson. Między rokiem 1740 a 1763 korespondował z Brühlem w sprawach polityki zagranicznej.